# Yūko Yoneda
Yūko Yoneda (jap. 米田 祐子, Yoneda Yūko; * 8. September 1979 in der Präfektur Hyōgo) ist eine ehemalige japanische Synchronschwimmerin.

## Erfolge
Yūko Yoneda gehörte bei den Weltmeisterschaften 1994 in Rom bereits zur Reserve der japanischen Mannschaft, kam jedoch nicht zum Einsatz. Bei den Weltmeisterschaften 1998 in Perth gewann sie schließlich mit Silber ihre erste internationale Medaille. Die Japanerinnen unterlagen in der Mannschaftskonkurrenz der russischen Mannschaft, die auf 99,667 Punkte kam, während die Japanerinnen 98,267 Punkte erreichten. Platz drei ging an die Mannschaft aus den Vereinigten Staaten mit 97,133 Punkten. Im Jahr 2000 gab Yoneda in Sydney ihr olympisches Debüt und schloss den Mannschaftswettkampf mit Miho Takeda, Miya Tachibana, Ayano Egami, Raika Fujii, Yōko Isoda, Rei Jimbo, Juri Tatsumi und ihrer Schwester Yōko Yoneda, die neben Yoneda zum Aufgebot Japans gehörten, mit 98,860 Punkten auf dem zweiten Platz ab. Die Japanerinnen mussten sich lediglich der russischen Mannschaft mit 99,146 Punkten geschlagen geben und gewannen vor den drittplatzierten Kanadierinnen mit 97,357 Punkten die Silbermedaille. Ein Jahr darauf gewann Yoneda als Teil der japanischen Mannschaft auch bei den Weltmeisterschaften in Fukuoka die Silbermedaille. Mit 98,333 Punkten blieben sie erneut hinter den mit 99,500 Punkten erstplatzierten Russinnen zurück, setzten sich gleichzeitig aber erneut gegen die mit 97,500 Punkten drittplatzierten Kanadierinnen durch. Bis auf Yoneda gehörte aus dem Olympiakader des Vorjahres nur Juri Tatsumi zur japanischen Équipe.
Bei den Weltmeisterschaften 2003 in Barcelona unterlagen die Japanerinnen einmal mehr in der Mannschaftskonkurrenz der russischen Mannschaft, die auf 99,500 Punkte kam, während die Japanerinnen 98,333 Punkte erreichten. Platz drei ging an die Mannschaft aus den Vereinigten Staaten mit 97,500 Punkten. Besser verlief der Wettkampf in der Kombination, in dem die Japanerinnen die Goldmedaille gewannen, womit Yoneda sich ihren ersten und auch einzigen Weltmeistertitel sicherte. Mit 98,500 Punkten verwies die Mannschaft Japans diesmal die Russinnen, die ebenso wie die Spanierinnen 97,333 Punkte erzielten, auf Rang zwei. Die Weltmeisterschaften waren Yonedas letzter internationaler Wettkampf. Sie ging während ihrer Laufbahn außerdem für die Ritsumeikan-Universität an den Start, wo sie auch studierte.